# Lingua dei segni

Un'animazione del Sign Language Alphabet (SLA)

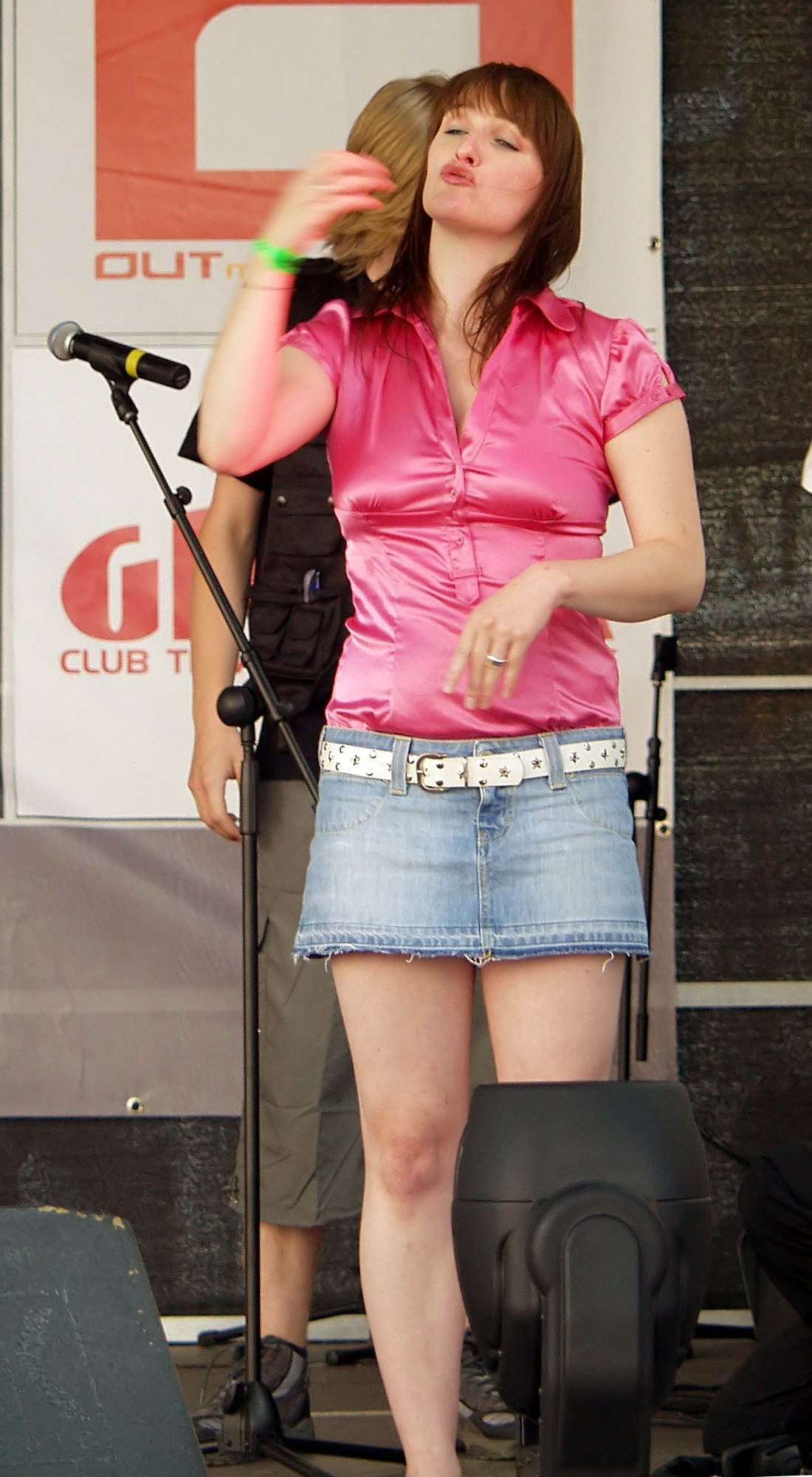
Interprete di lingua dei segni alla "Heumarkt" di Colonia, Germania, durante il ColognePride 2006.

Le lingue dei segni sono lingue che veicolano i propri significati attraverso un sistema codificato di segni delle mani, espressioni del viso e movimenti del corpo. Sono utilizzate dalle comunità dei segnanti a cui appartengono in maggioranza persone sorde. È una forma di comunicazione che contiene aspetti verbali (i segni) e aspetti non verbali (le espressioni sovrasegmentali di intonazione per esempio) come tutte le lingue parlate o dei segni.
Nel 2017, l’ONU ha stabilito che, a partire dal 2018, il 23 settembre di ogni anno venga festeggiata la Giornata internazionale delle lingue dei segni.
La ricerca che utilizza diversi metodi di neuroimaging e una recente meta-analisi hanno dimostrato che la lingua dei segni viene elaborata nelle reti cerebrali che si sovrappongono all'elaborazione del linguaggio parlato.

## Descrizione
La comunicazione avviene producendo quelli che a un profano possono sembrare dei gesti banali, quasi improvvisati, di espressività semantica limitata, ma che sono in realtà precisi segni compiuti con una o entrambe le mani e hanno un significato specifico, codificato e assodato, come avviene per le parole. A ognuno di essi è assegnato un significato, o più significati. Le lingue dei segni sfruttano il canale visivo-gestuale, perciò il messaggio viene espresso con il corpo e percepito con la vista.

## Le lingue dei segni negli stati-nazioni
Le lingue dei segni sono afferenti alle comunità dei sordi sparse su tutto il mondo: a diverse nazioni corrispondono diversi sistemi di segni, e quindi una diversa lingua:
- in Italia, la lingua dei segni italiana[4][5] (in acronimo LIS[6]),
- negli Stati Uniti, la lingua dei segni americana (American Sign Language, ASL)
- nel Regno Unito, la lingua dei segni britannica (British Sign Language, BSL)
- in Francia, la lingua dei segni francese (Langue des Signes Française, LSF)
- in Nicaragua, la lingua dei segni nicaraguense (Idioma de Señas de Nicaragua, ISN)
- In Finlandia, la Lingua dei segni finlandese (Suomalainen viittomakieli, SVK)
- In Nuova Zelanda, la lingua dei segni neozelandese (New Zealand Sign Language, NZSL)
- In Brasile, la lingua dei segni brasiliana (Língua Brasileira de Sinais, LIBRA)
- In Romania, la lingua dei segni romena (Limbaj Mimico-Gestual Românesc, LMG)
- In Sudafrica, la lingua dei segni sudafricana (South African Sign Language, SASL).

E così via. Esiste anche la proposta di una lingua internazionalmente valida, il Signuno, basata sull'esperanto.
È da sottolineare poi che, al pari di quanto avviene con le lingue ordinarie, le lingue dei segni possono presentare, all'interno dello stesso paese, leggere varianti regionali e, in certi casi, perfino all'interno di una stessa città tra circoli di diversi istituti come l'Ente Nazionale Sordi e delle sue varianti dialettali e delle sue varianti nella città di Roma ad es. tra l'istituto di V. Nomentana e lo Smaldone).

### Le lingue dei segni estinte
Dal punto di vista storico, purtroppo, ancora oggi non esiste una documentazione, quale libri o dizionari oppure immagini o video, delle lingue dei segni che sono scomparse o sconosciute, come la lingua dei segni di Martha's Vineyard o la lingua dei segni rennellesse, la lingua dei segni francese antica, la lingua dei segni antica Kent, la lingua dei segni del Sandy River Valley o della lingua dei segni henniker.

## Storia
La comunicazione visiva dei sordi è nota sin dall'antichità, anche se le notizie su quello che allora veniva chiamato linguaggio mimico o dei gesti sono molto frammentarie. Il primo a descrivere nei suoi scritti in modo più sistematico la lingua dei segni usata dai suoi studenti sordi è l'educatore e fondatore della Scuola di Parigi per sordi, l'Abbé de L'Épée, che, nella seconda metà del 1700, decide di utilizzare questa forma di comunicazione per insegnare la lingua scritta e parlata aggiungendo dei segni da lui creati corrispondenti ad elementi grammaticali e sintattici della lingua francese.

L'alfabeto ASL (americano)

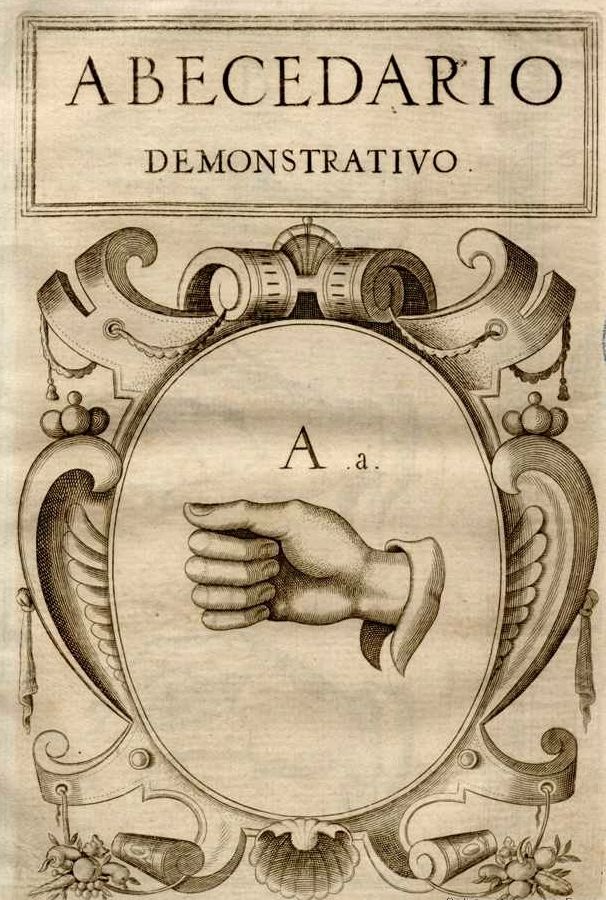
Frontespizio dell'abbecedario dimostrativo spagnolo di Juan Pablo Bonet, del 1620

Sicard, successore di L'Épée, è stato un grande studioso della lingua dei segni e in generale tra gli illuministi francesi, nello stesso periodo, si può riscontrare un interesse per i diversi aspetti della comunicazione umana. Lo statunitense Thomas Hopkins Gallaudet, affascinato dall'opera di Sicard, si reca in Francia e dopo un anno di tirocinio presso l'istituto dei sordi di Parigi, decide di ritornare in patria nel 1816. Nel viaggio di ritorno in nave durato un anno impara la lingua dei segni francese (LSF) da un educatore sordo dell'istituto che porta con sé, Laurent Clerc. Gallaudet ha portato negli Stati Uniti la lingua dei segni francese, che si diffonde grazie alla nascita di istituti per sordi, a partire dalla prima scuola a Hartford, nel Connecticut.
La LSF, combinandosi con dei segni allora in uso presso la popolazione locale, ha dato origine alla lingua dei segni americana (ASL) e le somiglianze tra le due lingue sono ancora oggi significative. Gallaudet è famoso, inoltre, per aver fondato la prima università al mondo per sordi.
Anche in Italia esiste e viene usata una lingua dei segni tra i sordi: esistono testimonianze al riguardo di educatori sordi della prima metà dell'Ottocento. Ma nel corso della II Conferenza internazionale sull'educazione dei sordomuti tenutasi a Milano nel 1880 e la svolta rigidamente oralista che ad esso si accompagnó, ha bloccato di fatto la diffusione della lingua dei segni soprattutto in ambito educativo: proibita nelle classi ma diffusa nei corridoi la lingua dei segni patì un impoverimento linguistico ma soprattutto  mancanza di consapevolezza che la lingua dei segni italiana costituisca la lingua madre dei sordi, non inferiore alla lingua degli udenti. In tutti i paesi, comunque, la lingua dei segni inizia ad essere studiata da un punto di vista linguistico solo a partire dagli anni sessanta.

William Stokoe, un ricercatore americano, fu il primo a dimostrare che questa forma di comunicazione non è una semplice mimica, ma una vera lingua, con un suo lessico e una sua grammatica, in grado di esprimere qualsiasi messaggio.

## Cultura di massa
Nel film The Tribe (Plemya) è presente ed è l'unico film interamente con i dialoghi con la lingua dei segni ucraina. E' il primo film della Storia del Cinema  ad essere girato senza una sola parola.

## Sintassi

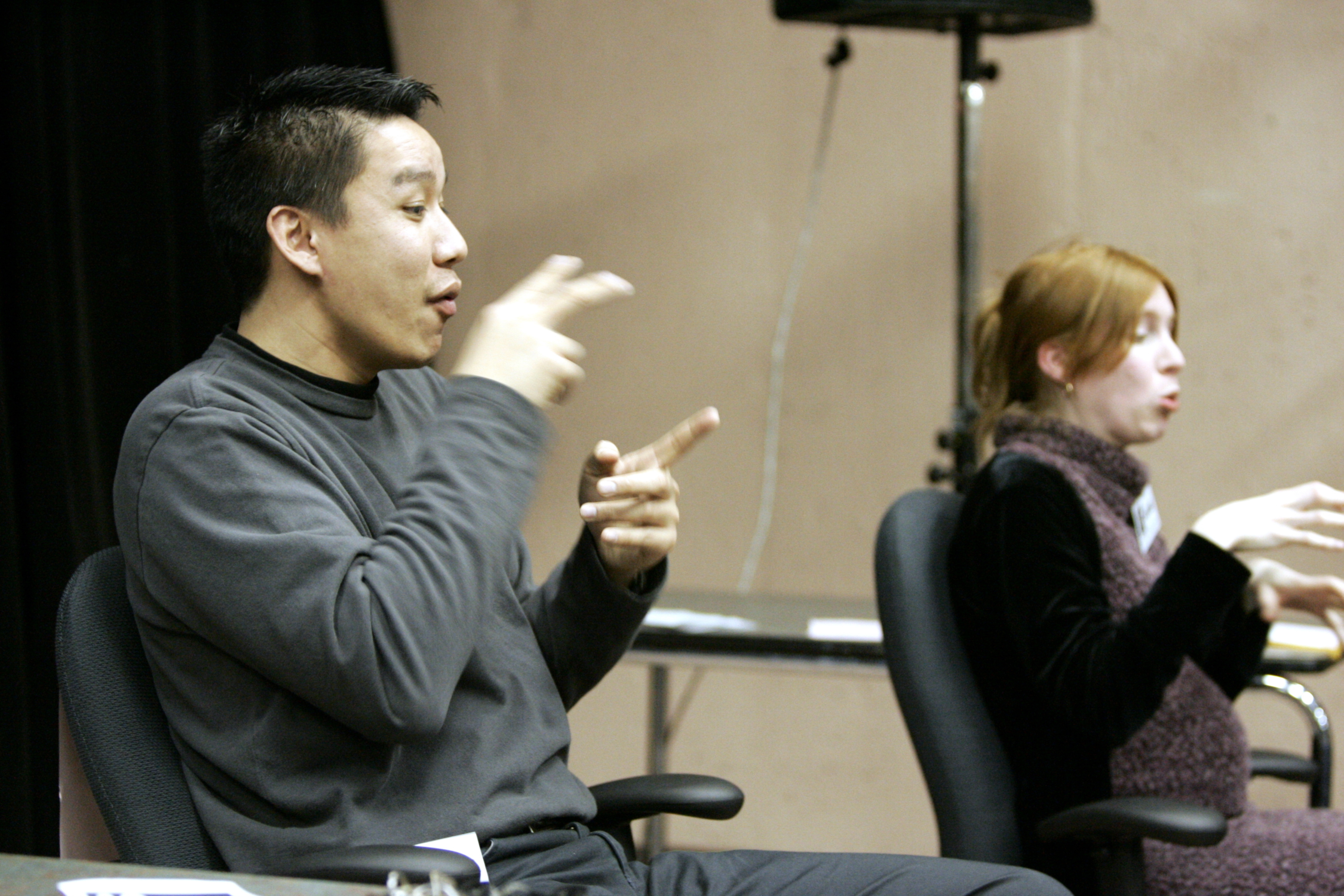
Interpreti di due lingue dei segni lavorano fianco a fianco ad un incontro di un'associazione studentesca

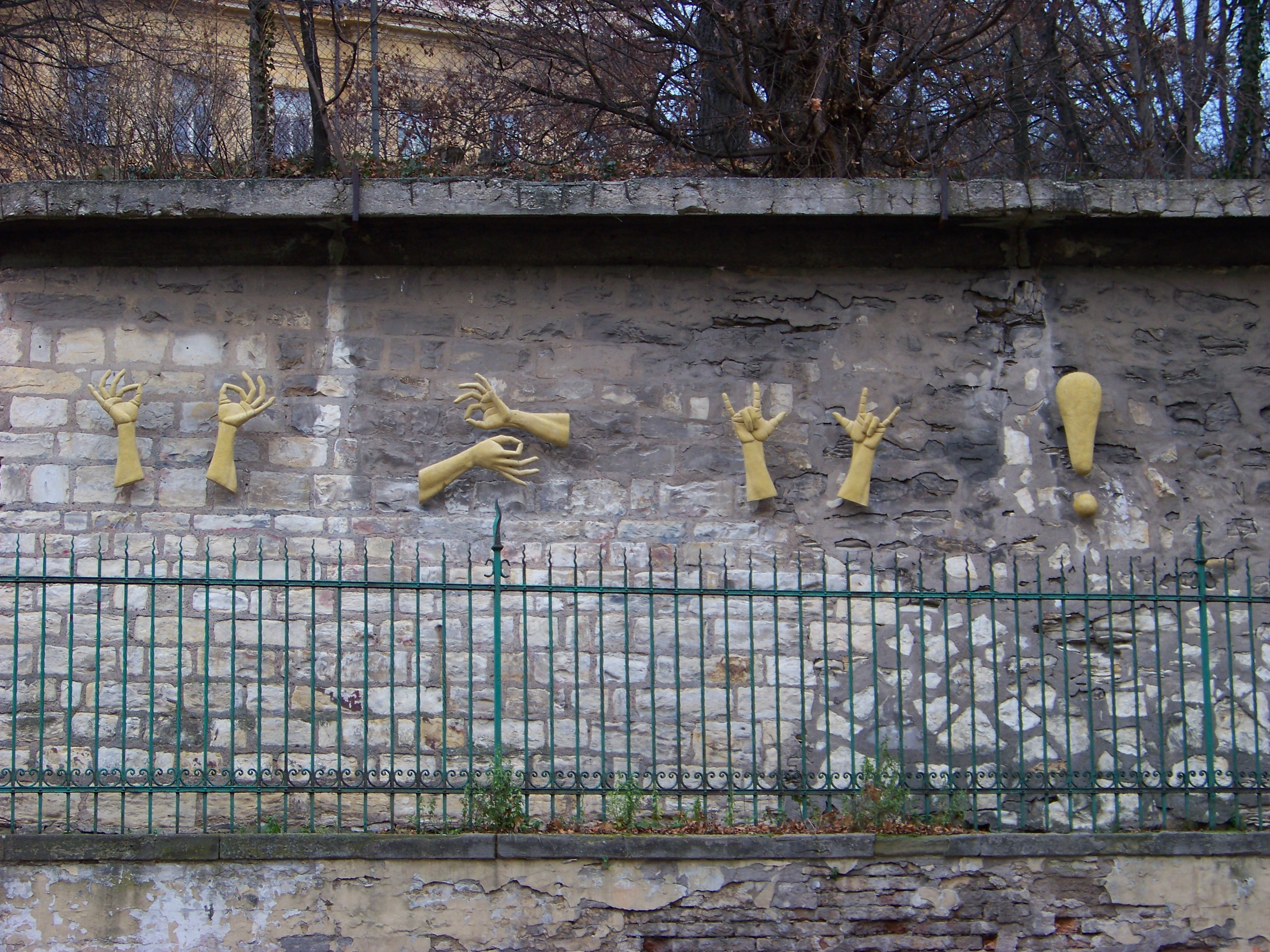
Una scultura realizzata da un'artista Zuzana Čížková a Praga,nella Repubblica Ceca, in Smichov

La lingua dei segni italiana è una vera lingua dal punto di vista sociologico, in quanto espressione di una comunità: la comunità dei sordi italiani. È anche una vera lingua con una sua struttura e sintassi: questa è spesso differente dall'italiano ma può avere incredibili similitudini con altre lingue orali. I verbi ad esempio non si coniugano in base al tempo, ma devono concordare sia con il soggetto (come in italiano) sia con l'oggetto dell'azione, come avviene in basco. Esistono forme pronominali numeriche per indicare "noi due, voi due" (come il duale del greco antico) e addirittura "noi cinque, voi quattro, loro tre". La concordanza di verbi, aggettivi e nomi non è basata sul genere (maschile e femminile come in italiano) ma sulla posizione nello spazio in cui il segno viene realizzato. Esistono diverse forme per il plurale "normale" e il plurale distributivo, distinzione sconosciute alle lingue europee, ma note in lingue oceaniche.
Il tono della voce è sostituito dall'espressione del viso: c'è un'espressione per le domande dirette («Vieni?», «studi matematica?») una per domande complesse («quando vieni?», «cosa studi?», «Perché piangi?») una per gli imperativi («Vieni!», «Studia!») e altre per indicare le frasi relative («il libro che ho comprato, la ragazza con cui parlavi»).

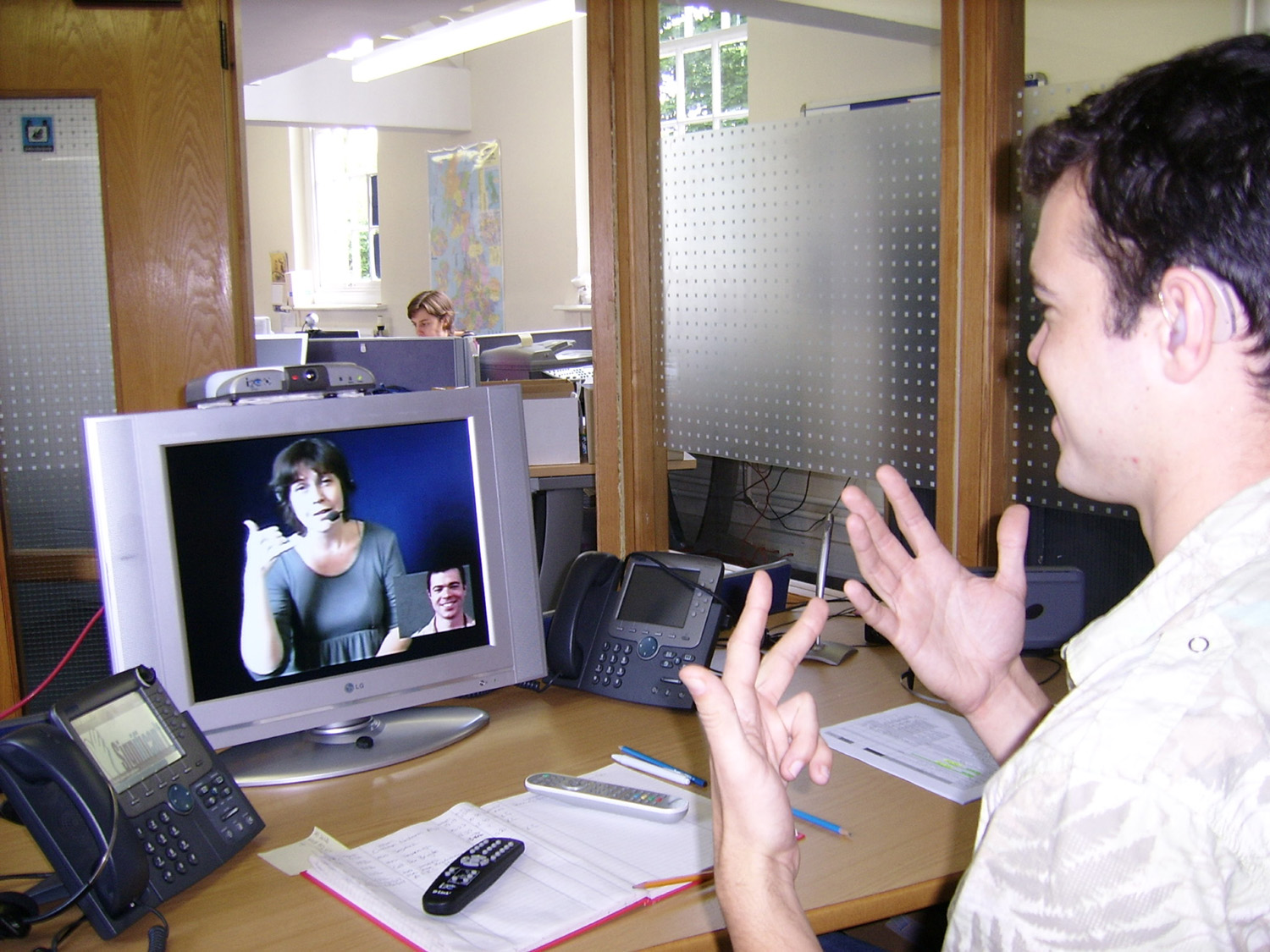
Una comunicazione mediata dal videofono

Il segno di ogni lingua dei segni può essere scomposto in 4 componenti essenziali:
- movimento,
- orientamento,
- configurazione,
- luogo

(ossia le quattro componenti manuali del segno)
e 3 componenti non manuali:
- espressione facciale,
- postura e
- componenti orali.

Di quest'ultimo elemento, le componenti orali, poiché rappresentate solo talvolta da labializzazione simile al parlato, si ritiene che non appartengano propriamente alla lingua dei segni se non per aspetti secondari laddove il segno sia identificabile e pienamente intelligibile grazie alle altre componenti.
Si tratta dunque di un apporto delle lingue orali la cui influenza sulle lingue dei segni si manifesta a causa di una educazione oppressiva che non permise, e talvolta anche oggi non permette, l'uso naturale della lingua dei segni ai sordi con evidenti finalità di 'integrazione' (forzata e a senso unico): molti sordi ad esempio usano segnare il verbo in ultima posizione (es: bambino mamma lui-le-parla) quando comunicano in Lis, tuttavia nelle traduzioni televisive il verbo viene spesso messo in seconda posizione ad imitazione dell'italiano.
Un altro evidente sintomo della pervicace ricerca di 'integrazione' è la pseudo-lingua detta "Italiano Segnato", ovvero l'uso dei segni con struttura grammaticale della lingua italiana oppure, ancora, il ricorso all'alfabeto manuale (dattilologia) quando il segnante manchi, il cherema corrisponde al fonema delle lingue parlate. Si può in questo caso parlare di coppie minime facendo riferimento a due segni che differiscono soltanto di una delle componenti essenziali.
Alcune funzioni grammaticali vengono espletate dalle espressioni facciali come ad esempio la forma interrogativa.
È possibile, tuttavia, con un solo segno che incorpora più elementi rappresentare intere frasi o loro parti consistenti e significative; esistono perciò segni particolari – come per esempio i cosiddetti classificatori – che svolgono più funzioni.
È importante non far confusione tra termini apparentemente equivalenti come "la lingua dei segni" e "il linguaggio dei segni". Questo perché il termine "linguaggio", almeno secondo il De Mauro Paravia, indica genericamente la capacità innata degli esseri umani di comunicare tra di loro in una (o più di una) lingua, indipendentemente dal fatto che si usi la voce o il corpo per veicolare tale lingua. Il termine "lingua" designa quindi un sottoinsieme ben specifico dei vari "linguaggi".